# Capitalul

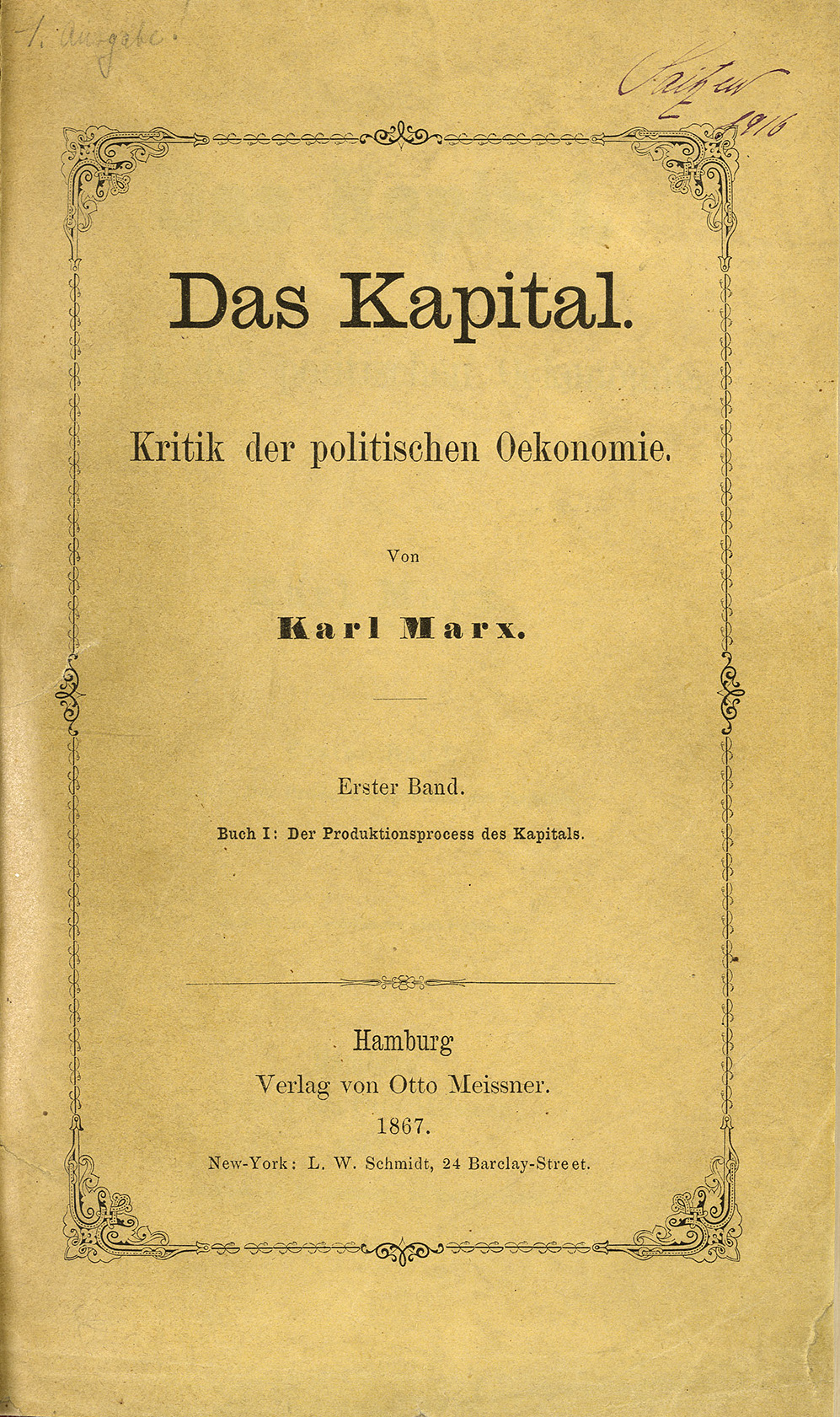
Pagina de titlu a ediției din 1867 a lucrării "Das Kapital"

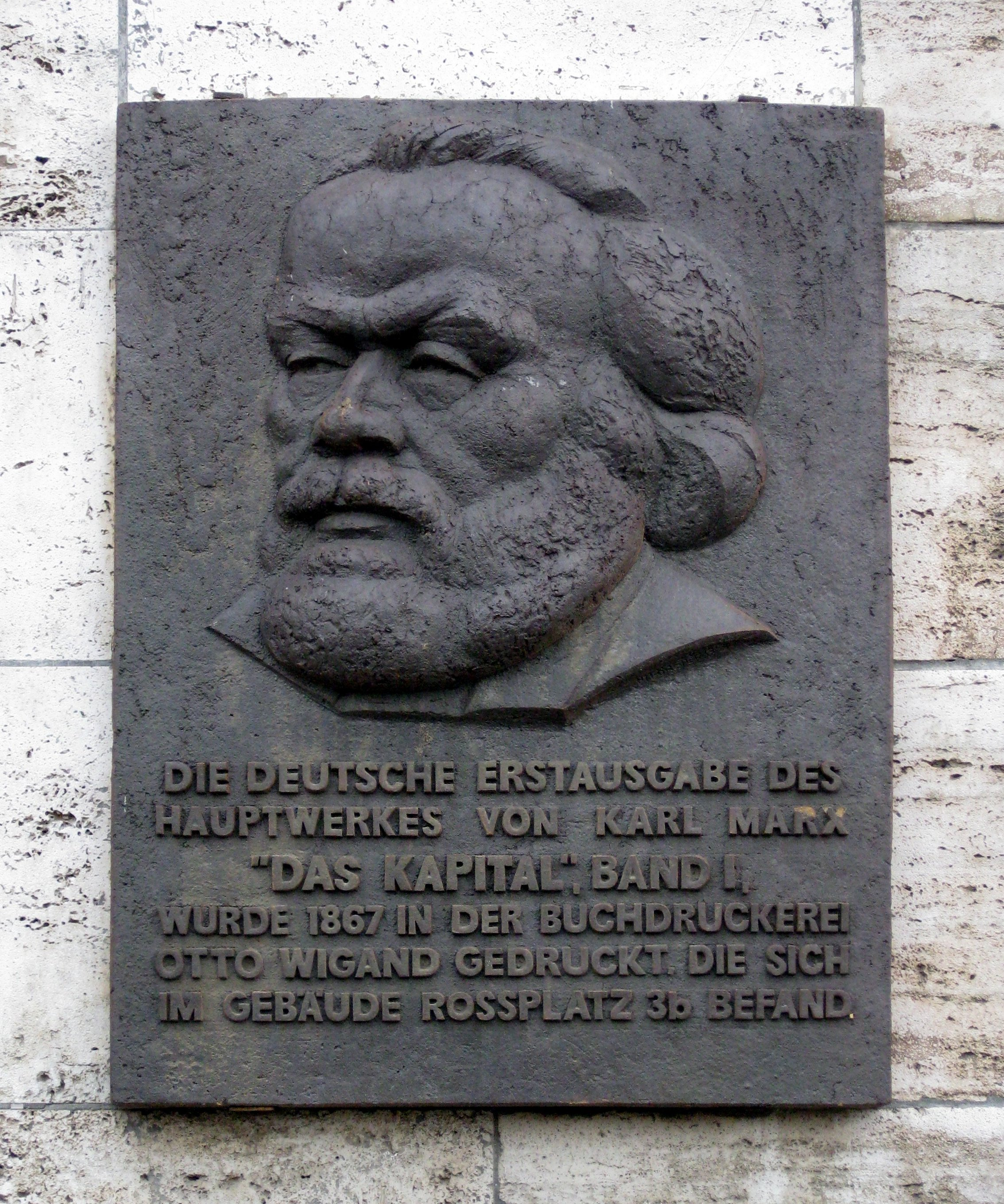
Placă memorială la Leipzig în amitirea publicării primei ediții a lucrării "Das Kapital"

Das Kapital, sau Capitalul. Critică a economiei politice (în germană: Das Kapital. Kritik der politischen Ökonomie) este un tratat important în economie politică scris de Karl Marx. Lucrarea este o analiză critică a capitalismului care își propune să expună structurile economice pe care se bazează modurile de producție în capitalism. Das Kapital este cea mai citată carte în științele sociale care a fost publicată înainte de 1950.
Primul volum, care a fost publicat în 1867, constituie continuarea lucrării „Contribuții la critica economiei politice“, publicată în 1859, al cărei rezumat apare în primul capitol. În prefața volumului 1, Marx preciza: Volumul al doilea al acestei lucrări va trata despre procesul de circulație a capitalului (cartea a II-a) și despre formele procesului capitalist în ansamblu (cartea a III-a), iar volumul al treilea și ultimul (cartea a IV-a), despre istoria teoriilor economice. Marx a murit înainte să publice ultimele două volume, care au fost ulterior editate și publicate de colegul său Friedrich Engels.